# Estońska Formuła 3 Sezon 1978
1978 – jedenasty sezon Estońskiej Formuły 3. Składał się z dwóch eliminacji na torach Vana-Võidu i Bikernieki. Mistrzem został Lembit Tammsaar (Estonia 19).

## Kalendarz wyścigów
| Runda | Data        | Tor        | Pole position | Najszybsze okrążenie      | Zwycięzca (kierowcy) | Zwycięzca (zespoły) |
| ----- | ----------- | ---------- | ------------- | ------------------------- | -------------------- | ------------------- |
| 1     | 9 lipca     | Vana-Võidu | ?             | Lembit Tammsaar Avo Soots | Lembit Tammsaar      | Jõud Tallinn        |
| 2     | 11 września | Ryga       | ?             | ?                         | Rimantas Kesminas    | DOSAAF Kowno        |

## Klasyfikacja kierowców
| Legenda oznaczeń w tabelach wyników Wyświetl szablon na nowej stronie | Legenda oznaczeń w tabelach wyników Wyświetl szablon na nowej stronie                                                                     |
| Oznaczenie                                                            | Wyjaśnienie |
| --------------------------------------------------------------------- | --- |
| Złoty                                                                 | Zwycięzca lub mistrzostwo |
| Srebrny                                                               | 2. miejsce lub wicemistrzostwo |
| Brązowy                                                               | 3. miejsce lub II wicemistrzostwo |
| Zielony                                                               | Ukończył, punktował (w klasyfikacji generalnej, gdy zdobył co najmniej jeden punkt na przestrzeni sezonu, poza trzema powyższymi opcjami) |
| Niebieski                                                             | Ukończył, nie punktował (w klasyfikacji generalnej, gdy nie zdobył co najmniej jednego punktu na przestrzeni sezonu)                      |
| Czerwony                                                              | Nie zakwalifikował się (NZ) |
| Czerwony                                                              | Nie prekwalifikował się (NPK) |
| Różowy                                                                | Nie ukończył (NU) |
| Różowy                                                                | Niesklasyfikowany (NS) (w klasyfikacji generalnej, gdy nie został sklasyfikowany w żadnym wyścigu sezonu)                                 |
| Czarny                                                                | Zdyskwalifikowany (DK) |
| Czarny                                                                | Wykluczony (WYK/EX) |
| Biały                                                                 | Nie wystartował (NW) |
| Biały                                                                 | Kontuzjowany (K/INJ) |
| Biały                                                                 | Wyścig odwołany (OD/C) |
| Bez koloru                                                            | Został wycofany (WYC/WD) |
| Bez koloru                                                            | Nie przybył (NP/DNA) |
| Bez koloru                                                            | Nie brał udziału w treningach (NT/DNP) |
| Bez koloru                                                            | Nie został zgłoszony (–) |
| Pogrubienie                                                           | Start z pole position |
| Kursywa                                                               | Najszybsze okrążenie wyścigu |
| †                                                                     | Nie ukończył, ale jego rezultat został zaliczony ze względu na przejechanie więcej niż 90% dystansu wyścigu.                              |
| *                                                                     | Sezon w trakcie |
| 1/2/3                                                                 | Punktowana pozycja w sprincie kwalifikacyjnym                                                                                             |
| Lista systemów punktacji Formuły 1                                    | |

| Poz.                                          | Kierowca           | Zespół             | TAL | VAN | Punkty |
| --------------------------------------------- | ------------------ | ------------------ | --- | --- | ------ |
| 1                                             | Lembit Tammsaar    | Jõud Tallinn       | 1   | 6   | 25     |
| 2                                             | Mait Luha          | DOSAAF Tallinn     | 2   | 5   | 24     |
| 3                                             | Avo Soots          | Kalev Tallinn      | NU  | 4   | 15     |
|                                               | Edgar Aavik        | Kalev Tallinn      | 3   | -   |        |
|                                               | Raido Rüütel       | Kalev Tallinn      | 4   | -   |        |
|                                               | Peep Laansoo       | Kalev Tallinn      | 5   | -   |        |
|                                               | Ülo Muldmaa        | Kalev Kohtla-Järve | 7   | -   |        |
|                                               | Villu Pikkoia      | DOSAAF Tallinn     | 10  | -   |        |
|                                               | Raivo Osanik       | DOSAAF Tallinn     | NU  | -   |        |
|                                               | Aave Pukk          | Kalev Tallinn      | NU  | -   |        |
|                                               | Toivo Asmer        | Jõud Tallinn       | -   | NU  |        |
| Kierowcy niedopuszczeni do zdobywania punktów |                    |                    |     |     |        |
| NS                                            | Rimantas Kesminas  | DOSAAF Kowno       | -   | 1   | 0      |
| NS                                            | Wiktor Klimanow    | Spartak Moskwa     | -   | 2   | 0      |
| NS                                            | Anatolij Dmitrijew | DOSAAF Moskwa      | -   | 3   | 0      |
| NS                                            | Agris Stanevič     | DOSAAF Ryga        | 6   | -   | 0      |
| NS                                            | Elmars Levits      | Daugava Ryga       | 8   | -   | 0      |
| NS                                            | Indulis Rukuts     | Daugava Ryga       | -   | 8   | 0      |
| NS                                            | Vilnis Pirtnieks   | DOSAAF Jurmała     | 9   | -   | 0      |
| NS                                            | Janis Melderis     | Daugava Tukums     | -   | 12  | 0      |
| NS                                            | Sergejs Pugačs     | DOSAAF Ryga        | -   | 13  | 0      |
| NS                                            | Pēteris Līdums     | Daugava Ryga       | NU  | -   | 0      |
| NS                                            | Michaił Lwow       | Spartak Leningrad  | -   | NU  | 0      |